# ريونيرو في فولتوري
ريونيرو في فولتوري (بالإيطالية: Rionero in Vulture)‏ هي بلدية في مقاطعة بوتنسا في إقليم بازيليكاتا الإيطالي.

## السكان
في سنة 1861 بلغ عدد السكان 12٬155 نسمة، وتطور العدد ليصل في سنة 2011 لـ 13٬444 نسمة.
يظهر هذا المخطط البياني تطور النمو السكاني لـ ريونيرو في فولتوري

## توأمة
لريونيرو في فولتوري اتفاقيات توأمة مع:
- سيتيمو تورينيزي

## أعلام
- بنيامينو بلاسيدو